# Músculos intercostales
Los músculos intercostales (musculi intercostales) agrupan a las láminas musculares que ocupan los espacios comprendidos entre dos costillas vecinas. Estos músculos son muy importantes dentro del grupo de los músculos torácicos (musculi thoracis) en el proceso fisiológico de la respiración.

Se ubican en la parte anterior y lateral del tórax y su función es actuar en los movimientos respiratorios.

## Localización y estructura
Ocupan el espacio intercostocondral, limitado atrás por la articulación costotransversaria, adelante por el esternón (para los seis primeros espacios) y el cartílago costal común (para los cuatro espacios siguientes). Formaciones membranosas (aponeuróticas) limitan adelante los dos últimos espacios comprendidos debajo de la 10a costilla, relacionados con las costillas flotantes.
Cada músculo se inserta en los labios correspondientes de los bordes costales.
Para cada espacio intercostal se describe un músculo intercostal externo, intercostal medio e intercostal interno. Cada plano muestra diferencias en longitud y dirección de fibras.
El intercostal externo es el más superficial y se extiende en toda la circunferencia de la pared entre los respectivos bordes de las costillas. Sus fibras se orientan oblicuamente hacia abajo y lateralmente en la pared posterior del tórax, y hacia abajo y medial en la pared anterior. Cada músculo se extiende entre los tubérculos costales hasta la unión costocondral a nivel de la cual dan origen a la membrana intercostal externa que se prolonga hasta el esternón. 
El músculo intercostal interno se extiende desde el esternón hasta el ángulo costal donde se continúa con la membrana intercostal interna sus fibras presentan una orientación oblicua hacia abajo y lateralmente por delante y hacia abajo y medialmente por posterior. 
El músculo intercostal íntimo es el más profundo se extiende desde el ángulo costal hasta seis centímetros del borde lateral del esternón. Sus fibras tienen la misma dirección del intercostal interno.

### Intercostal del fondo
Este músculo abarca casi toda la extensión del espacio intercostal. La dirección de sus fibras es caudoventral. Además, está íntimamente ligado-reforzado por haces triangulares que forman el músculo elevador de la costilla y se extiende del vértice transverso a la cara lateral y borde superior de la costilla subsiguiente; donde se llama entonces elevador largo.

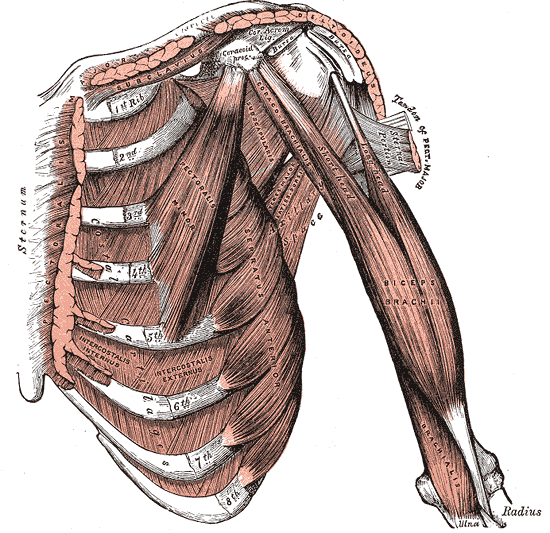
Músculos profundos del pecho, parte frontal del brazo y alrededores de la axila.

### Intercostal medio
El intercostal medio, que es en realidad un desdoblamiento del interno causado por la presencia de los vasos intercostales que se deslizan entre ambos. La dirección de sus fibras es en sentido caudodorsal.

### Intercostal ínterno
El músculo intercostal interno se extiende del ángulo posterior hasta rebasar, apenas, la articulación condrocostal. Es prolongado por la membrana intercostal interna, desde al ángulo costal posterior hasta los cuerpos vertebrales. Este músculo está reforzado por fibras que sobrepasan los bordes de la costilla y se insertan en la cara profunda de ella o de la subsiguiente; conformando lo que se conoce como músculo subcostal o infracostal. La dirección de sus fibras es también en sentido caudodorsal.
inserción : borde interior de la costilla

## Inervación
Estos músculos son atravesados por las ramas anteriores de los nervios espinales torácicos; los únicos que no se organizan para formar plexo.

## Función
Los intercostales pueden considerarse como accesorios de la respiración, ya que sus contracciones alternas y combinadas pueden aumentar o disminuir la apertura del espacio intercostal y, consecuentemente, el diámetro torácico.